# 샤운 마이클 하워드
숀 마이클 하워드(Shawn Michael Howard, 1969년 7월 31일 ~ )는 미국의 배우이다.
뉴어크에서 태어났다.

## 출연 작품
- 나를 구해줘 (2017년)
- 넥스트 데이 에어 (2009년) - 더릭 역
- 가장과 익명 (2003년)
- 보이콧 (2001년)
- 다크 콜로니 (2001년) - 타이 역
- 3000 마일 (2001년)
- 맨 오브 오너 (2000년)
- 목요일 (1998년)
- 펄프 픽션 또 다른 이야기 (1997, Plump Fiction)
- 선셋 파크 (1996년)
- 케이블 가이 (1996년)
- 할렘 덩크 (1994년)

### 텔레비전
- 못말리는 번디 가족 (1987년)
- 아메리칸 대드! (2005년)